# Austroniscus groenlandicus
Austroniscus groenlandicus är en kräftdjursart som först beskrevs av Hansen 1916.  Austroniscus groenlandicus ingår i släktet Austroniscus och familjen Nannoniscidae. Inga underarter finns listade i Catalogue of Life.